# Odoaker
Odoaker, teljes nevén Flavius Odoaker, neve előfordul még Odovacar, Odowaker, Odoacer írásmóddal is, gyakran említik Odoaker, a herul formában (433 – vélhetőleg 493. március 15.) germán származású hadvezér, aki 476-ban megfosztotta trónjától Romulus Augustulust, az utolsó nyugatrómai császárt. Ezek után mint Itália királya uralkodott haláláig.

## Élete

### Származása
Az Attila szolgálatában állt Edekonnak és egy szkír törzsbéli nőnek a fia. Edekon származása vitatott, egyesek szerint a rúgi törzs tagja volt. A Welf-ház családfája szerint bátyja volt Welf (Hunvulf), aki 488 körül a szkírek, rúgiaiak és türingek fejedelme volt. Odoaker  Attila hun király udvarában nőtt fel. Fiatal korában a hagyomány szerint találkozott Szent Szeverinuszszal, aki nagy jövőt jósolt neki.

### Hatalomra kerülése
A nyugatrómai császár testőrségében eltöltött szolgálata után 470 körül kinevezték a germán segédcsapatok vezetőjévé. Mivel akkoriban alig voltak reguláris nyugatrómai hadseregek, az Odoaker parancsnoksága alá tartozó barbár szövetséget tekinthetjük gyakorlatilag az egyetlen katonai erőnek Itália területén. 476-ban Orestes megtagadta a germán katonák követeléseinek továbbítását, ezért Odoaker megölte őt, a fiát, Romulus Augustulus nyugatrómai császárt pedig megfosztotta hatalmától. Romulus Augustulust a Nápolyi-öbölhöz száműzték, ahol valószínűleg 511-ig élt.
Odoaker a következő évben, 477-ben visszafoglalta Szicíliát a vandáloktól.
A császári felségjelvényeket Konstantinápolyba küldte, azzal az üzenettel, hogy a nyugati birodalom nem szorul többé császárra, egy uralkodó elég a világnak; Odoaker bölcsessége és vitézsége meg fogja oltalmazni államukat és kérik Zénónt, hogy adományozza Odoakernek a patriciusi címet és bízza rá az itáliai provinciák igazgatását.
E mellett Itália hercege címet (dux Italiae) is kért. Ezeket Zénón császártól megkapta, Zénó azonban Julius Nepost (őt buktatta meg Romolus Augustulus apja, Orestes) tekintette nyugati császárnak. Julius Nepos elvileg Odoaker felett állt a hierarchiában, ezért Odoaker pénzeket is Julius Nepos nevében veretett, gyakorlatilag azonban Julius Nepos hatalma csak Dalmatiára terjedt ki. Később Julius Nepos 480-as halála után végül I. Zénó elismerte Odoakert mint Itália vezetőjét, aki teljes függetlenséggel rendelkezik. Innen kezdve Odoaker Itália királyának (rex Italiae) nevezteti magát. Emellett megtartotta a consuli tisztséget, tiszteletben tartotta alattvalóinak polgári és egyházi intézményeit. 14 éven keresztül a keletrómai császár névleges helytartójaként uralkodott.
A keleti császárok 480-tól fogva a Római Birodalom egyedüli uralkodóinak tekintették magukat, s a formaságok életben tartásával igyekeztek megtartani a germán államok feletti jogi fennhatóságot. Odoaker 481-ben meghódította Dalmáciát.

### Későbbi tettei
Odoaker lemondott a bevándorolt germán népektől (herulok, szkírek, türingek) szedett külön adóról, csak a római jog- és adórendszert, illetve a római közigazgatást és a szenátust hagyta meg eredeti formájában. A késői antik kultúra tehát fennmaradt Itáliában, így a tényleges hatalommal amúgy sem rendelkező római császár félreállítása gyakorlatilag semmiféle befolyással nem volt az adott korra. A zsoldos foederati, akik királyságának támaszai voltak – mint szétszórt zsákmányoló törzsek minden összetartás nélkül – nem verhettek gyökeret Itáliában. Odoaker 18 éve alatt alig történt valami a társadalom újjászervezése érdekében, így nem csoda, hogy az akkor élők nem tekintették 476-ot olyan korszakhatárnak, mint amilyen később lett.

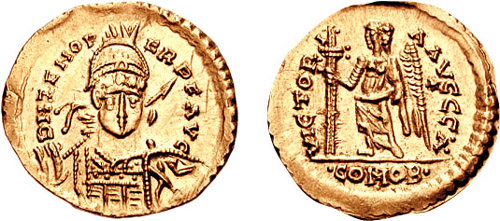
Az Odoaker által Zenon nevében vert soldius

A Római Birodalom utódállamai 477-ben

488-ban felszámolta a rugik birodalmát Noricumban.

### Bukása
Dalmácia elfoglalását a Keletrómai Birodalom nem nézte jó szemmel, így Odoaker 488-ban kénytelen volt fellépni az általuk támogatott keleti gótok előrenyomulása ellen.
Több, a keleti gótokkal vívott vesztes csata során a barbár szövetséges és a megmaradt római csapatok nagy része elesett. Miután az Odoaker által védett Ravennát már két és fél éve ostromgyűrűbe zárták a keleti gótok, a város püspöke közvetítésével 493-ban kénytelen volt békét kötni Theodorik keleti gót királlyal. A megállapodás szerint közösen kormányozták volna Itáliát. Néhány nappal később mégis Theodorik ravennai udvarába szállították (egyes források szerint ünnepségre hívták), és itt saját kardjával kivégezték.

## Családja
|  |  |          |          |          |          |          |          |  |  |         |         |         |         | Edika   |         |  |  |         |         |         |         |         |         |  |  |  |  |  |  |  |  |
|  |  |          |          |          |          |          |          |  |  |         |         |         |         |         |         |  |  |         |         |         |         |         |         |  |  |  |  |  |  |  |  |
|  |  |          |          |          |          |          |          |  |  |         |         |         |         |         |         |  |  |         |         |         |         |         |         |  |  |  |  |  |  |  |  |
|  |  | Sunigild | Sunigild | Sunigild | Sunigild | Sunigild | Sunigild |  |  | Odoaker | Odoaker | Odoaker | Odoaker | Odoaker | Odoaker |  |  | Hunvulf | Hunvulf | Hunvulf | Hunvulf | Hunvulf | Hunvulf |  |  |  |  |  |  |  |  |
|  |  | Sunigild | Sunigild | Sunigild | Sunigild | Sunigild | Sunigild |  |  | Odoaker | Odoaker | Odoaker | Odoaker | Odoaker | Odoaker |  |  | Hunvulf | Hunvulf | Hunvulf | Hunvulf | Hunvulf | Hunvulf |  |  |  |  |  |  |  |  |
|  |  |          |          |          |          |          |          |  |  |         |         |         |         |         |         |  |  |         |         |         |         |         |         |  |  |  |  |  |  |  |  |
|  |  |          |          |          |          | Thela    |          |  |  |         |         |         |         |         |         |  |  |         |         |         |         |         |         |  |  |  |  |  |  |  |  |